# Clase Iowa
Los acorazados de la Clase Iowa eran seis acorazados pedidos por la Armada de los Estados Unidos entre 1939 y 1940 para escoltar los destacamentos de portaaviones que funcionarían en el teatro pacífico en la Segunda Guerra Mundial. Cuatro fueron terminados a mediados de los años cuarenta; dos más fueron comenzados y se cancelaron antes de su terminación. Fueron la última clase de acorazados en servicio construidos en los Estados Unidos. Construido sin reparar en costes, la clase de Iowa era la última en la evolución del «buque capital»
(capital ship). Estas naves, rematan la lista del Discovery Channel de los diez buques más temibles de la historia de la guerra naval. pero, terminaron siendo eclipsados por los portaaviones como buques capital. 
Los acorazados de la Clase Iowa estuvieron presentes en cada guerra importante de los Estados Unidos de la segunda mitad del siglo XX. En la Segunda Guerra Mundial, protegieron a los portaaviones y desgastaron las defensas japonesas antes de ser puestos en reserva en el final de la guerra con la excepción del Missouri. 
Proporcionó el apoyo de artillería para las tropas de Naciones Unidas que luchaban contra Corea del Norte. En 1968, el New Jersey fue devuelto al servicio activo para la guerra de Vietnam y atacó blancos cerca de la zona desmilitarizada vietnamita. 
Los cuatro fueron reactivados y armados con misiles durante los años 80 como parte del programa de la US Navy 600-ship. En 1991, el Missouri y el Wisconsin dispararon sus misiles y armas de 406 milímetros contra blancos iraquíes durante la guerra del Golfo. Los cuatro acorazados fueron desarmados a inicios de los años 90 y borrados del registro naval en 2006, conservándose los cuatro como buques museo.

## Historia
Los acorazados de la Clase Iowa fueron diseñados, siguiendo los tratados navales firmados por varios países durante los años 20 y 30, y por la necesidad de seguir y proteger a los portaaviones contra ataques aéreos. El hundimiento de tres cruceros de batalla ligeramente blindados de la Royal Navy en Jutlandia en 1916 condujo a los constructores navales del mundo a mejorar el blindaje de las naves capitales.
El tratado naval de Washington fue propuesto por el secretario de estado de los Estados Unidos Charles Evans Hughes y forjado durante la conferencia de noviembre de 1922, asistieron Gran Bretaña, Francia, Italia, y Japón. Las naciones acordaron abandonar la construcción en curso de acorazados y de cruceros de batalla, limitando el tonelaje de las naves a 35.000 toneladas, y los cañones a un calibre máximo de 406 milímetros (16 pulgadas).
En el segundo Tratado naval de Londres en 1935, el Imperio del Japón denunció el tratado naval y retiró a sus delegados. Los otros conferenciantes convinieron que si Japón e Italia  no firmaban el tratado antes de abril de 1937, las otras naciones estarían libres construirlos con armas de 406 milímetros, el tamaño máximo bajo tratado naval de Washington, y que los límites del tonelaje también serían relajados. 
Ese mismo año (1935), una fórmula empírica para predecir la velocidad máxima de una nave fue desarrollada, basada en el estudio de modelos a escala de varios cascos (las formas y los propulsores). La fórmula utilizó el cociente de la longitud-a-velocidad, siendo desarrollada originalmente para los yates 12-metros: Velocidad = √1.408 * (longitud de la línea de flotación), y fue redefinido más adelante como velocidad de nave capital = √1.19 *(Longitud en la línea de flotación). 
Llegó a ser rápidamente evidente que la cavitación de las hélices causaba una caída de eficacia en velocidades sobre 30 nudos (55,56 km/h). El diseño de las hélices por lo tanto adquirió nueva importancia. En 1936, poco después de la retirada del imperio del Japón de la segunda conferencia naval de Londres, el presidente Franklin Roosevelt publicó una orden ejecutiva que creaba la junta consultiva del diseño del acorazado (Battleship Design Advisory Board, BDAB) y encargó al nuevo grupo desarrollar nuevos diseños del acorazado, en particular, para acorazados de 45 000 toneladas 
La Junta, integrada por los ingenieros navales más renombrados de Estados Unidos y dirigido por el capitán Allan Chantry, jugaron con varios diseños para la próxima flota de Estados Unidos basándose en los acorazados de clase North Carolina ySouth Dakota para ayudar a disminuir el hueco abierto entre los acorazados de los Estados Unidos y los que eran comisionados en Alemania y Japón en ese entonces.
Los Estados Unidos comenzaron a construir la  Clase North Carolina  y los acorazados de Clase South Dakota a finales de los años 30 diseñados dentro de las limitaciones del segundo tratado naval de Londres, estos acorazados nuevos podrían alcanzar una velocidad de 28 nudos, una velocidad alta para un acorazado, pero no lo bastante rápido para seguir el paso de los portaaviones.

### Nacimiento de la clase Iowa
La clase Iowa, al igual que  los South Dakota y North Carolina, comenzaron en respuesta a la necesidad de escoltas rápidos para los portaaviones Clase Essex. Los planes para los acorazados rápidos de 45 000 toneladas de desplazamiento habían estado en desarrollo desde 1935, comenzando con un estudio de la idea de crear una clase extendida de los South Dakota que aprovecharía las ventajas de la cláusula de escalada del segundo tratado naval de Londres. En 1938 la US Navy, se movió rápidamente para desarrollar un acorazado 45 000 toneladas que pudiera pasar a través del Canal de Panamá lo que limitaba su manga a 34 m. Desarrollado con las anteriores ecuaciones de la velocidad y un nuevo teorema empírico por el cual se relacionaba la longitud de la línea de flotación y la viga máxima, se trazaron los planes para una clase del acorazado con una manga máxima de 32,9 m, que cuando era multiplicada por 7'96 produjo una longitud de la línea de flotación de 262 m, permitiendo una velocidad máxima teórica de 34'9 nudos. También se solicitó que la clase tuviese un castillo alargado y en el centro de la nave, que aumentaría velocidad, y una proa con bulbo. 
Originalmente, las naves debían montar los Mk2 de 406 mm/50  como arma principal, que había sido pensado para armar el acorazado de la Clase South Dakota y de la  Clase Lexington  de cruceros de batalla cancelados en 1922. Pero debido a la mala comunicación entre la oficina de la artillería y la oficina de la construcción y reparaciones salieron las barbetas de la nave demasiado pequeños para las armas de Mk 2 por lo que fueron substituidos por el nuevo diseño más ligero Mark 7 de 406 mm/50.
La Mk 7 era más pesada y tenía un mayor alcance que las armas de la Mk 6 del calibre de 405/45 usados en los acorazados precedentes del clase North Carolina y en la South Dakota clasifica. La Mk 7 fue pensada originalmente para disparar municiones de 1016 kg al igual que los cañones de 406/45, cuando el diseño estuvo terminado, era capaz de lanzar municiones de 1225 kg. Sin embargo, la armadura de los Iowa fue diseñada solamente para resistir munición de 1016 kilogramos, ya que el añadido de blindaje habría llevado el peso de la nave por encima del límite 45 000 toneladas. 
Cuando se hubo aclarado el diseño de la Clase Iowa El congreso de Estados Unidos había asignado únicamente dinero para construir las primeras dos naves (Iowa y New Jersey). El congreso no había esperado que la Clase Iowa fuera tan costosa, con un precio de 125 millones de dólares por la nave, los Iowas eran un 60% más costoso que las clases de acorazado autorizadas previamente. Ajustando la inflación usando el Índice de precios al consumo, Cada acorazado clase Iowa costaría 1800 millones de dólares de 2008. El coste total de los cuatro buques completos de la clase en dólares de 2008 estaría sobre los 7400 millones de dólares, y si se hubieran completado los 6 buques, hubiera sido de en torno a 11 000 millones. 
Por otra parte, algunos formulaban la política de la necesidad de EE. UU. de más portaaviones, y propusieron convertir los acorazados conservando el diseño del casco pero cambiando sus cubiertas para llevar y operar aviones
La oferta para construir los Iowas como portaaviones fue rechazada por el Almirante Ernest King, jefe de operaciones navales, y del congreso respecto a la financiación de la Clase Iowa después de la caída de Francia, cuando Roosevelt demandó fondos al congreso para una marina de guerra en los dos océanos para resolver las amenazas se presentaban en los Océanos Atlántico y Pacífico. La preocupación por la invasión alemana incitó a congreso responder asignando bastante dinero para terminar los cuatro acorazados adicionales (Missouri, Wisconsin, Illinois, y Kentucky). 
Bajo dirección del secretario de la US Navy Charles Edison, el diseño fue concluido y el contrato fue firmado con los astilleros en julio de 1939. Originalmente BB-61, BB-62, BB-63, y BB-64 debían ser del mismo diseño, mientras que BB-65 y BB-66 fueron pensados para ser naves más grandes y más lentas ya que montaban doce armas de 406 mm en ese entonces, la Clase Montana fueron planeada para comenzar con el casco número BB-65 en vez del BB-67 como se convirtió después de los dos Iowas adicionales fueran pedidos como BB-65 y BB-66. Pero por finales de 1939, era evidente que la marina de guerra necesitaba acorazados rápidos por lo que se decidió que BB-65 y BB-66 seguirían el mismo diseño que predecesores.

### Servicio
Cuando entraron en servicio durante los años finales de la Segunda Guerra Mundial, los acorazados de la clase Iowa fueron asignados para funcionar en el Pacífico, para proporcionar sobre todo protección antiaérea a los portaaviones de Estados Unidos y para realizar el bombardeo de costa. Entre los Iowas, únicamente el New Jersey combatió contra una nave superficie durante la Segunda Guerra Mundial.
al final de la guerra, los Iowa, New Jersey y Wisconsin fueron desarmados y puestos en reserva; la construcción de las dos naves inacabadas (Illinois y Kentucky) fue parada y cancelada. los Iowas fueron reactivados en 1950 con el estallido de la guerra de corea, y devueltos a la reserva tras el fin de las hostilidades en 1955. En 1968, debido en gran parte a la presión del congreso, el New Jersey fue puesto de nuevo en activo y enviado como ayuda a las tropas de Estados Unidos de la durante la guerra de Vietnam, hizo un tour por la línea de fuego, y fue desarmada el año siguiente y vuelto a poner en reserva. 
En los años 80, los acorazados fueron devueltos al servicio activo por el presidente Ronald Reagan que había hecho la promesa de reconstruir las fuerzas armadas de los Estados Unidos y crear una Marina de guerra con 600 buques. Con los cruceros pesados de clase Des Moines dándose de baja, los Iowas fueron nuevamente dados de alta fundamentalmente por su papel de bombardeo de costa. Las naves también proporcionaron un oponente a los grandes cruceros lanzamisiles de la nueva clase Kírov. Cada acorazado de Iowa fue modernizado para llevar sistemas de guerra electrónica, de autodefensa CIWS, y misiles. 
Durante esta reactivación, la U.S. Navy, jugó con varias ideas, como reemplazar la torreta número tres por los elementos necesarios para operar 12 AV-8B Harrier STOVL. Estos planes de reconversión, fueron desechados en 1984.
Se convirtieron en las piezas centrales de sus propios grupos de batalla del acorazado (BBBGs). Sus misiones en los años 80 y principios de los años 90 incluyeron la intervención de Estados Unidos en la guerra civil libanesa en 1983 en Beirut y en la guerra 1991 del Golfo, primero en la operación escudo del desierto y después como parte de la operación tormenta del desierto. 
Desarmado por vez última a comienzos de los años 90, los Iowas estuvieron en dos grupos: dos conservados en las flotas de la reserva de la US Navy y dos donados para el uso como barcos museo. En 1996, se autorizó que los Iowa y Missouri fueran borrados del registro naval. 
El Missouri fue donado a la Missouri Memorial Association de Pearl Harbor, Hawái para su uso como barco museo. El Iowa fue fijado para ser donado con el Missouri, pero fue devuelto al Registro naval después de que en 1999 permitiera que el New Jersey fuera donado como buque museo.

## Los buques
Las naves de la Clase Iowa fueron construidas para navegar a la misma velocidad que los portaaviones de escuadra de clase Essex de Estados Unidos. Su batería principal y armas secundarias fueron diseñados para enfrentarse a las naves de la Marina imperial de guerra japonesa, y para bombardeo de costa antes de los desembarcos y asaltos anfibios del ejército de Estados Unidos. Llevaban un arsenal temible de armas antiaéreas para defenderse a ellos mismos y los portaaviones que escoltaban.

### USS Iowa (BB-61)

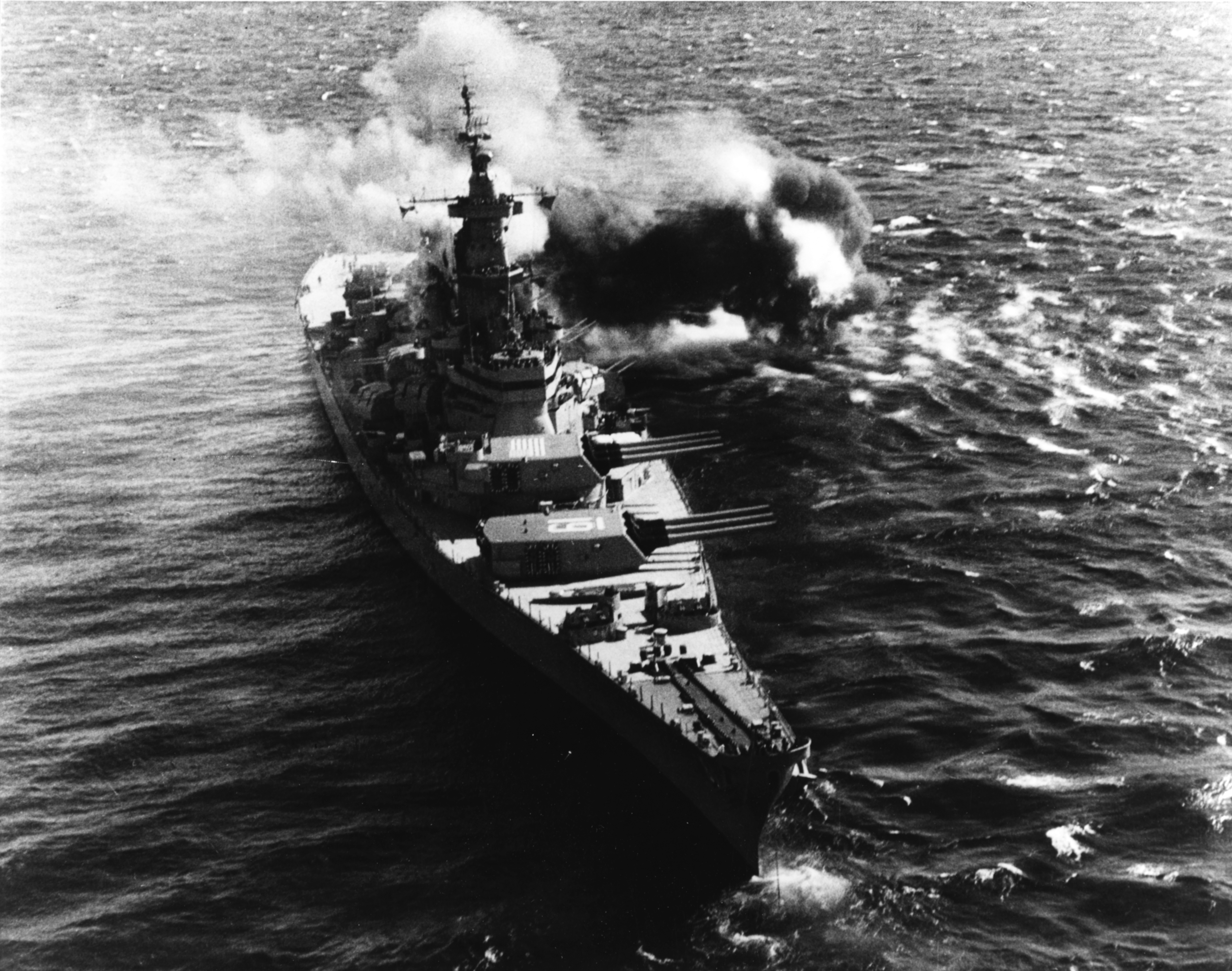
durante la Guerra de Corea.

El USS Iowa (BB-61)  fue encargado el 1 de julio de 1939, y se colocó la quilla el 27 de junio de 1940, botándose el 27 de agosto de 1942, y alistándose el 22 de febrero de 1943. El Iowa realizó una travesía de prueba en la bahía de Chesapeake antes de navegar a la estación naval Argentia, en Newfoundland para contrarrestar al acorazado alemán Tirpitz. Transferido posteriormente a la flota del Pacífico, el Iowa tuvo su primer combate en la batalla de las Islas Marshall. Escoltó portaaviones que lanzaban ataques aéreos en las Islas Marianas y en las islas Palaos, después estuvo presente en la batalla del golfo de Leyte. Durante la guerra coreana, el Iowa bombardeó blancos norcoreanos en Songjin, Hungnam, y Kojo, volvió a los Estados Unidos para mantenimiento y ejercicios de entrenamiento antes de ser desarmado. 
Reactivado a comienzos de los años 80, realizó varias travesías en aguas europeas. El 19 de abril de 1989 una explosión en la torreta N.º 2 del USS Iowa de origen indeterminado mata a 47 marineros. La torreta seguía siendo inoperable cuando el Iowa fue desactivado por última vez en 1990. 
En 1999, Iowa fue colocado en la flota de reserva como reemplazo para el New Jersey. Borrado del Registro naval el 17 de marzo de 2006 el Iowa se encuentra atracado en la bahía de Suisun en San Francisco, hasta que se tome una decisión sobre las peticiones de convertir la nave en un buque museo.

### USS New Jersey (BB-62)

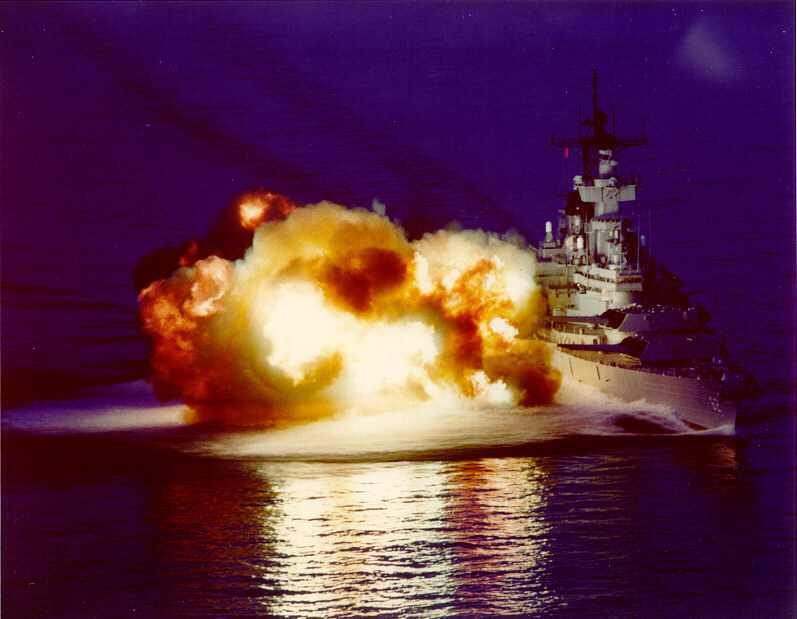
disparando a un costado sus cañones de 406 mm

El USS New Jersey (BB-62) fue ordenado el 1 de julio de 1939, colocado en grada el 16 de septiembre de 1940, botado el 7 de diciembre de 1942, y alistado el 23 de mayo de 1943. Su tripulación inicial, se entrenó en el atlántico occidental y mar del Caribe antes de ser transferido al teatro de operaciones del pacífico. En los ataques a las islas Marshal y Gilbert, protegió a los portaaviones con su artillería antiaérea de los ataques japoneses. En la batalla del golfo de Leyte, la nave protegió los portaaviones con sus armas antiaéreas. Después, el New Jersey bombardeó Iwo Jima y Okinawa. Durante la guerra de corea, bombardeó blancos en Wonsan, Yangyang, y Kansong. Después del alto el fuego, realizó travesías de entrenamiento hasta que fue desincorporado. Vuelto al servicio activo en 1968, el New Jersey estuvo cerca de la zona desmilitarizada de Vietnam, y permaneciendo allí hasta 1969, tras lo cual fue nuevamente desicorporado. El Nueva Jersey estuvo en la línea de fuego en Vietnam del Sur durante 120 días. En el transcurso de su corta estancia en Vietnam disparó 5.688 disparos de 16 pulgadas y 14.891 disparos de cinco pulgadas, mucho más de lo que disparó durante la Segunda Guerra Mundial y la guerra de Corea juntas.
Reactivado bajo programa de la US Navy 600-ship, el New Jersey fue enviado al Líbano para proteger los intereses de Estados Unidos en la zona y dar cobertura a los marines, abriendo fuego con su armamento principal sobre posiciones drusas y sirias en el valle de la Becá al este de Beirut. Desactivado por última vez el 8 de febrero de 1991, el New Jersey fue conservado brevemente en el Registro naval antes de ser donado a Home Port Alliance de Camden, Nueva Jersey para su uso como buque museo.

### USS Missouri (BB-63)

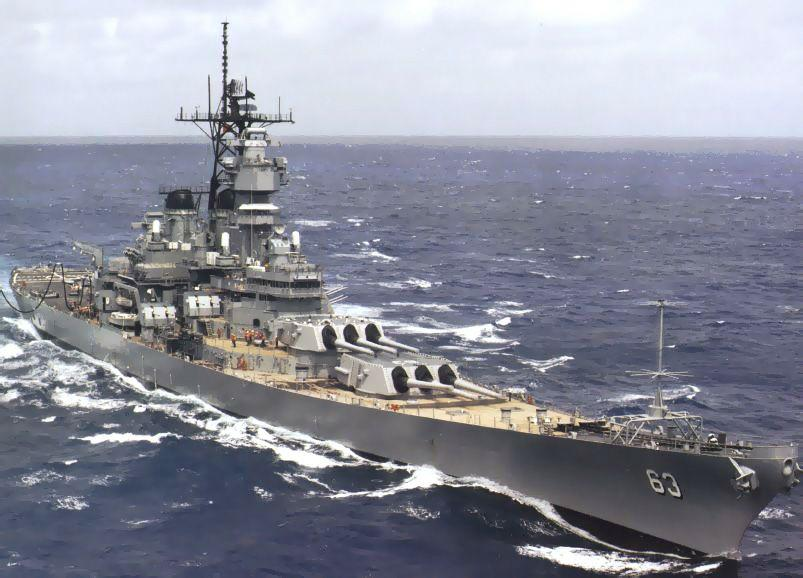
en su configuración de los 80s

El USS Missouri (BB-63} fue encargado el 12 de junio de 1940, colocado en grada el 6 de enero de 1941, botado el 29 de enero de 1944, y dado de alta el 11 de junio de 1944. El Missouri realizó sus pruebas de mar de Nueva York y en la bahía de Chesapeake antes de ser transferido a la flota del Pacífico, donde protegió a los portaaviones de Estados Unidos implicado en operaciones ofensivas contra el Japón antes de ser destacado a Okinawa para bombardear la isla antes de los desembarcos previstos. Después del bombardeo de Okinawa, el Missouri giró su atención a Honshū y Hokkaidō, bombardeando las islas y protegiendo los portaaviones de Estados Unidos implicados en operaciones de combate contra las posiciones japonesas. Fue el centro de la atención internacional en septiembre de 1945 en que los representantes del imperio de Japón subieron al acorazado para firmar la rendición incondicional japonesa a las potencias aliadas. 
Después de que la Segunda Guerra Mundial se dedicó a travesías de entrenamiento antes de ser enviado a Corea con al estallar la guerra de Corea. El Missouri sirvió en dos viajes en Corea antes de ser puesto en reserva en 1956. Reactivado 1984 como parte del plan de la Marina de guerra “600-ship”, El Missouri fue enviado en travesías operativas hasta ser asignado a la Operación Earnest Will en 1988. En 1991, el Missouri participó en la guerra del Golfo disparando los misiles BGM-109 Tomahawk contra blancos iraquíes y bombardeando las posiciones iraquíes conocidas a lo largo de la costa. Desactivado por la vez última en 1992, fue donado a la asociación conmemorativa USS Missouri (MMA) de Pearl Harbor, Hawái para el uso como buque museo en 1999.

### USS Wisconsin (BB-64)

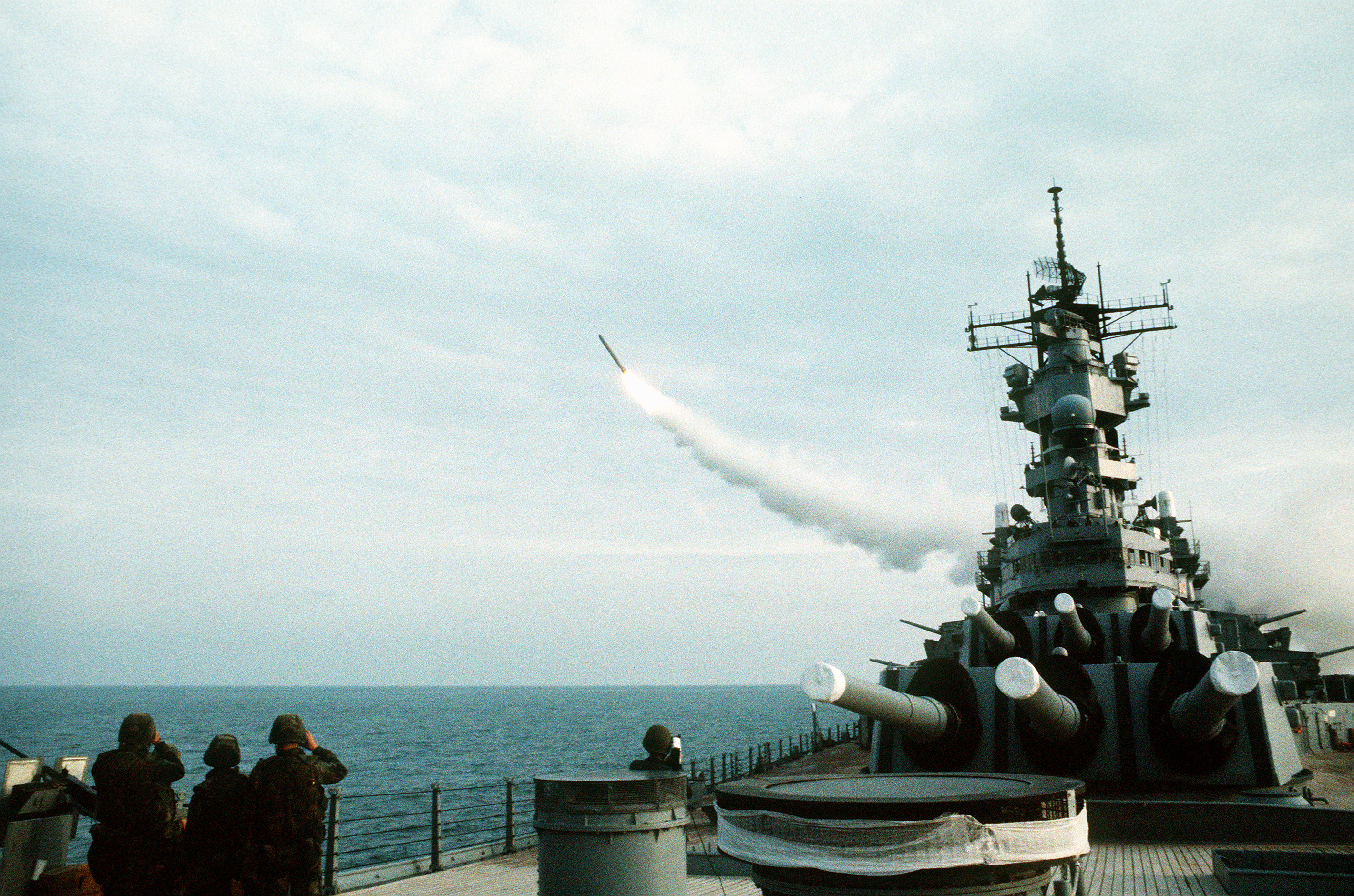
lanzando un misil Tomahawk.

El USS Wisconsin (BB-64) fue encargado el 12 de junio de 1940, puesto en grada el 25 de enero de 1942, botado el 7 de diciembre de 1943, y dado de alta el 16 de abril de 1944. Después de ensayos y del entrenamiento inicial en la bahía de Chesapeake, el Wisconsin fue transferido a la flota del pacífico en 1944 y asignado para proteger a la flota de portaaviones de los Estados Unidos implicada en las operaciones de Filipinas hasta ser convocado a Iwo Jima para bombardear la isla antes del desembarco anfibio. Después del desembarco en Iwo Jima giro su atención a Okinawa, bombardeando la isla antes del asalto anfibio aliado. A mediados 1945 el Wisconsin bombardea las islas principales japonesas, un trabajo que conservó hasta la entrega de Japón. 
Reactivado en 1950 para la guerra coreana, el Wisconsin sirvió en dos viajes para apoyar a Corea del Sur y a las fuerzas de la ONU proporcionando apoyo de artillería. Desarmado en 1958, el Wisconsin fue colocado en la flota de la reserva en la Philadelphia Naval Yard hasta ser reactivado en 1986 como parte del plan de la Marina de guerra 600-ship. En 1991, participó en la guerra del Golfo disparando BGM-109 Tomahawk y disparando su artillería principal contra las formaciones iraquíes a lo largo de la costa. Desarmado por la vez última el 30 de septiembre de 1991 el Wisconsin fue colocado en la flota de la reserva hasta que fue borrado del registro naval de buques el 17 de marzo de 2006. Atracado en Norfolk (Virginia), hasta que finalice una transferencia formal del acorazado para su uso como buque museo.

### USS Illinois (BB-65)
Nunca fue terminado, fue desechado en última instancia. USS Illinois (BB-65) fue encargado el 9 de septiembre de 1940 y se colocó en grada el 15 de enero de 1945. La construcción fue cancelada el 11 de agosto de 1945 cuando el Illinois tenía un avance del 22%. Fue vendido para desguace en septiembre de 1958.
El diseño del Illinois se solicitó con un casco todo soldado con autógena, más ligero y resistente que el casco de las cuatro naves terminadas de la clase Iowa.

### USS Kentucky (BB-66)

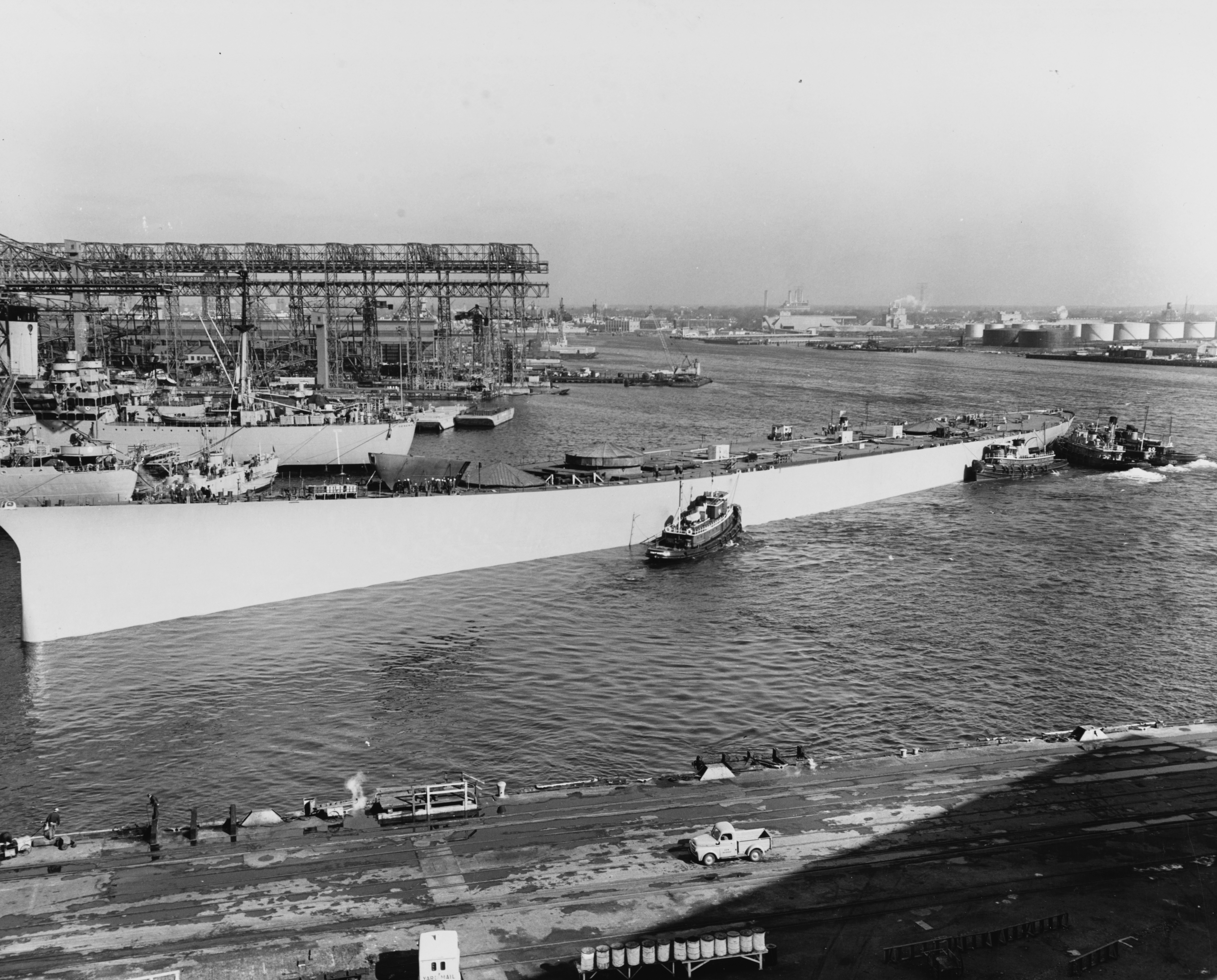
Los USS Illinois y USS Kentucky (mostrado en la imagen) nunca fueron finalizados, ambos cascos, fueron desguazados

El USS Kentucky BB-66 fue autorizado el 9 de septiembre de 1940 y su quilla se colocó el 6 de diciembre de 1944. La construcción fue suspendida el 17 de febrero de 1947 con el Kentucky completo al 72%. Fue botado informalmente el 20 de enero de 1950 para despejar el dique seco para las reparaciones del Missouri, que había encallado. En 1956, una sección de la proa del casco del Kentucky fue enviado en una sola pieza a través de Hampton Roads, donde fue colocada en el acorazado Wisconsin, que había chocado con el destructor USS Eaton (DD-510). Posteriormente, los motores del Kentucky fueron salvados e instalados en las naves rápidas de apoyo táctico USS Sacramento (AOE-1) y USS Camden (AOE-2). Hubo varias ofertas para terminar el Kentucky como nave lanzamisiles. En última instancia, el Kentucky fue vendido Metals Co. de Boston como chatarra el 31 de octubre de 1958. Como el Illinois, el casco del Kentucky estaba construido todo soldado con autógena, más ligero y resistente que los cuatro Iowas finalizados, y se ofertó rediseñar el casco con un sistema de protección anti torpedos de la clase Montana, oferta que fue rechazada.

## Armamento
Los acorazados de la Clase Iowa estaban posiblemente entre las naves más pesadamente armadas los Estados Unidos. La batería principal de 406 mm podría impactar a casi 39 km de distancia con gran variedad de municiones de artillería, estándares, perforantes, cargas nucleares llamadas Katies (del kt para el kilotón). La batería secundaria de 127 mm podría impactar a 14 km con proyectiles sólidos o de proximidad, y era útil tanto en un papel antiaéreo como contra naves hostiles de pequeño desplazamiento. Cuando estaban comisionados estos acorazados portaban un gran arsenal de artillería antiaérea de 20 mm y 40 mm, que fueron substituidos gradualmente por sistemas de misiles Tomahawk y Harpoon y Phalanx CIWS, y suites de guerra electrónica. 
En el momento en que los acorazados de la Clase Iowa fueron desarmados en 1992, había fijado una nueva cota para el armamento del acorazado: ninguna otra clase de acorazados de la historia ha tenido tantas armas a su disposición para el uso contra un opositor.

### Batería principal

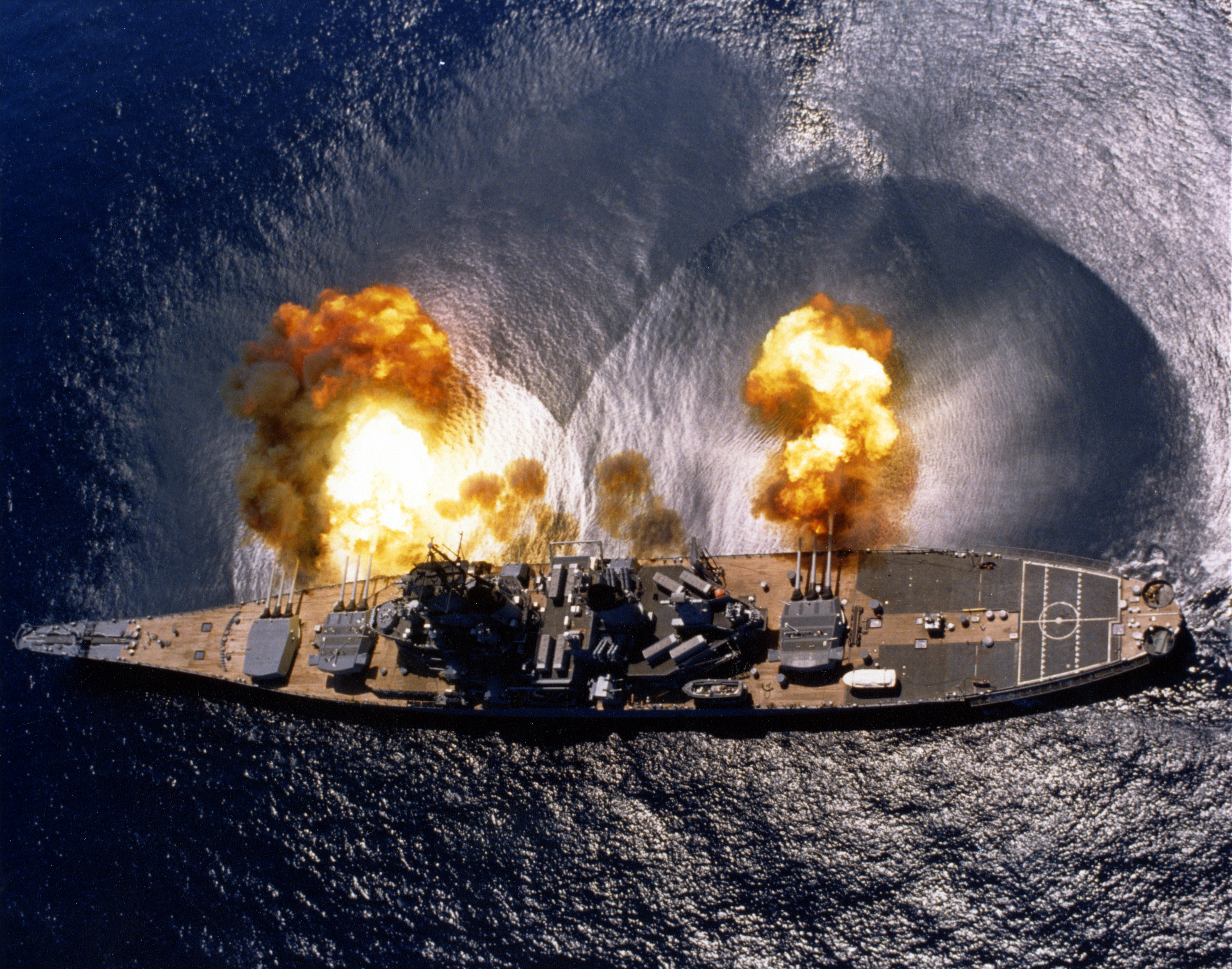
disparando los 9 cañones de 406mm

Su principal arma de fuego eran sus 9 cañones de 406 mm y 204 dm de largo y 108 t, agrupados en tres torres respectivamente que podían hacer blanco a 39 km originalmente fueron diseñadas para dos tipos de munición; una perforante para el trabajo antibuque y otra de alto explosivo para el uso contra blancos no blindado y el bombardeo de la costa, pudiendo usar al final de su vida una gran variedad de tipos de munición, que iban desde las perforantes hasta las cargas nucleares tácticas llamadas "Katies" (del "kt" para kilotón).
Datos ilustrativos del poder de fuego de estos cañones, son que al abandonar la boca del cañón, la munición de 18 dm de longitud y 1225 kg de peso, tiene una velocidad inicial de 825 m/s, y es capaz de penetrar una muralla de hormigón armado de 9 m de espesor y en su alcance máximo, pasa un minuto y medio en vuelo. 
La torreta extiende cuatro cubiertas abajo (las cubiertas de las torretas 1 y 3) o cinco (torreta 2). Los espacios más bajos contienen los cuartos para manejar los proyectiles y almacenar las bolsas del propelente usados para disparar los cañones. Cada torreta requería a un equipo de 94 hombres para operarla.
Las torretas no se unen realmente a la nave, se asientan en rodillos, lo que implica que si la nave volcara las torretas se desprenderían. Cada una cuesta 1.4 millones de dólares, sin contar el coste de los cañones.

sección de la torreta

 Las torretas son de "tres-armas," y no "triples", porque cada cañón se puede elevar y disparar independientemente. La nave podría disparar con cualquier combinación de sus armas, incluyendo los nueve a un costado, contrariamente al mito, el buque, no se mueve perceptiblemente de lado cuando hace fuego de este modo. Las armas se pueden elevar de -5° a +45°, moviéndose con una velocidad de hasta 12° por segundo. Las torretas se pueden rotar 300° a una velocidad cercana de cuatro grados por segundo y se pueden incluso disparar detrás más allá de la viga, en lo que se llama a veces "sobre el hombro". Las armas nunca disparan directamente adelante.
Cuando entró en servicio, la vida media de los tubos de estos cañones, era de 290 disparos debido al nitrato de celulosa; tras la Segunda Guerra Mundial, al cambiar el propelente a difenilamina la US Navy, la vida media subió a 350 disparos. Posteriormente subió aún más gracias al empleo de diversos tipos de ceras.
En su modernización en los años 80, cada torreta incorporó un radar DR-810 que medía la velocidad en la boca de cada arma, y que hizo más fácil predecir a que velocidad los disparos tenían éxito. Junto con la dirección de control de tiro Mark 160 y la mejora del popelente, hicieron que estas armas fueran las más exactas del acorazado.

### Batería secundaria

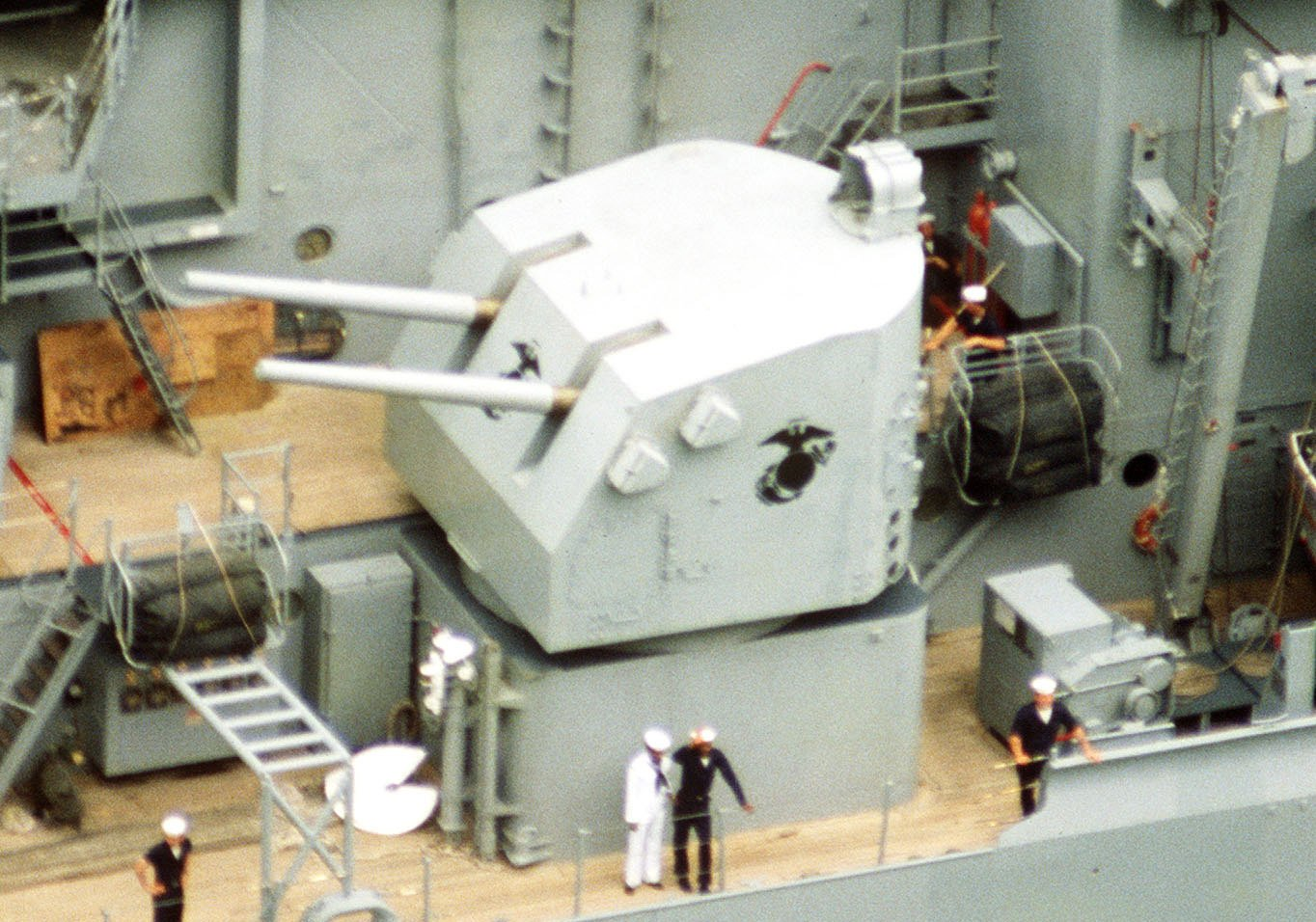
montaje doble de 127 mm del USS New Jersey (BB-62)

La batería secundaria de la nave consiste en las armas de 127 mm en 10 montajes gemelos, cinco por cada banda, y cuatro sistemas de disparo Mk 37. Estas armas fueron introducidas en los destructores en 1934, pero por la Segunda Guerra Mundial habían sido instalados en casi cada buque de guerra importante de Estados Unidos. 
La batería secundaria fue pensada para la lucha antiaérea. Su eficacia pronto declinó cuando los cazas embarcados japoneses llegaron a ser más rápidos, después se levantó otra vez hacia el final de la guerra debido a una mejora del sistema de disparo Mk 37 y a la munición de proximidad. Durante la modernización de los años 80, cuatro montajes gemelos fueron retirados para hacer sitio para los misiles, los dos más lejanos de popa y los dos del medio en cada banda. En la guerra del Golfo, la batería secundaria fue relegada en gran parte para apuntalar el bombardeo y la defensa litoral
Cada montaje gemelo pesa 77 399 kg y tenía un equipo de 13 hombres.

### Baterías antiaéreas
Puesto que fueron diseñados para escoltar a la flota de portaaviones de ataque rápido de los Estados Unidos los acorazados de la Clase Iowa estaban todos equipados con un arsenal temible de armas antiaéreas para proteger a los citados portaaviones contra los cazas y bombarderos de picado japoneses.

#### Oerlikon 20 mm antiaéreos
El cañón antiaéreo de Oerlikon de 20 mm era uno de los cañones antiaéreos más producidas de la Segunda Guerra Mundial; Los EE. UU. fabricaron un total de 124.735 de estas armas. Cuando fueron activadas en 1941 substituyeron al M2 de 12,7 mm. El cañón Oerlikon 20 mm AA seguía siendo el arma antiaérea primaria de la Marina de guerra de Estados Unidos hasta la introducción de los Bofors de 40 mm en 1943.

#### Bofors 40 mm antiaéreos
Indiscutiblemente, la mejor arma antiaérea ligera de la Segunda Guerra Mundial, el cañón de 40 milímetros Boffors AA fue utilizado en casi cada buque de guerra importante en la flota de los EE. UU. y del Reino Unido durante la Segunda Guerra Mundial a partir de 1943 hasta 1945. 
En unión al movimiento hidráulico y al director de tiro Mk 51 para la exactitud mejorada el arma de Bofors 40 mm se convirtió en un temible adversario, anotándose la mitad de los aviones japoneses derribados entre el 1 de octubre de 1944 y el 1 de febrero de 1945.

#### CIWS Phalanx
El reemplazo para las armas de Bofors era el Phalanx de las US Navy, durante su modernización en los años 80, cada acorazado de la clase Iowa fue equipado con cuatro montajes del phalanx CIWS. Los Iowa, New Jersey, y Missouri fueron equipados de la versión del bloque 0 del Phalanx, mientras que el Wisconsin recibió la primera versión operacional del bloque 1 en 1988. Convertido en la línea de defensa final (defensa terminal o defensa del punto) contra los misiles antibuque, el cierre del Phalanx en sistema de arma CIWS es el arma antiaérea/antimisiles en uso en la Marina de guerra de Estados Unidos. debido a su forma distintiva, se han apodado "R2D2s", en referencia al droid R2-D2 de star wars. el montaje del Phalanx CIWS utiliza un arma gatling de 20 mm M61 Vulcan para destruir los misiles enemigos y los aviones.
Los montajes Phalanx CIWS fueron utilizados por "Missouri" durante la Guerra del Golfo durante un incidente de «fuego amigo» en el cual la fragata de la Clase Oliver Hazard Perry, la USS Jarrett (FFG-33) le dirigió un misil.

### Misiles
Durante la modernización en los años 80, tres armas fueron agregadas a los acorazados de la clase Iowa. La primera, fue el sistema de CIWS antiaérea / antimisiles Phalanx. Los otros dos eran misiles para el uso contra blancos en tierra y en mar. El Sea Sparrow de la OTAN debía ser instalado en los acorazados reactivados; sin embargo, se determinó que el sistema no podría soportar los efectos de la sobrepresión al disparar la artillería principal.

#### Misil de ataque a tierra Tomahawk

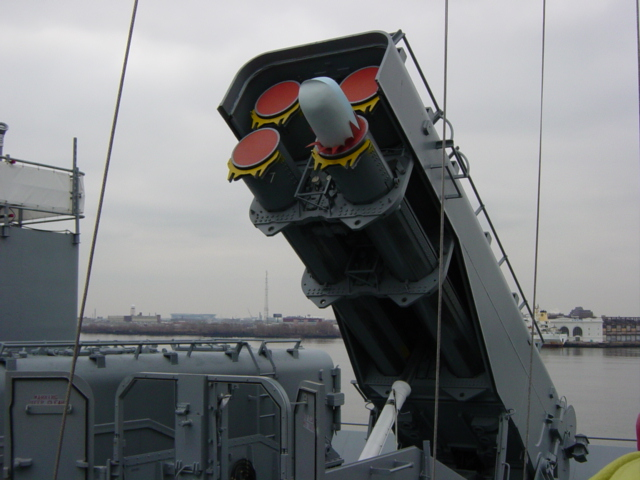
Montaje de tomahawks en el USS New Jersey (BB-62)

El misil de ataque a tierra de BGM-109 Tomahawk fue introducido en los años 70, y se incorporó al servicio en 1983. Diseñado como misil de largo alcance, para cualquier estación, el Tomahawk es capaz de alcanzar blancos en un rango mucho mayor que las armas de 406 mm.
Debido al diseño original de 1938 del acorazado, los misiles de Tomahawk no cabían, a menos que los acorazados fueran reconstruidos físicamente. Esta realización implicó el retiro de las armas antiaéreas de 20 y 40 mm instaladas en los Iowas y la retirada de diez montajes de 127 mm; así la popa de los acorazados fue entonces reconstruida para acomodar los compartimientos del misil. Cada lanzador lleva cuatro misiles, y cada uno de los acorazados fue equipado con ocho lanzadores, permitiendo al Missouri lanzar un total de 32 misiles Tomahawk. 
El tipo de Tomahawk transportado varía, pues hay tres configuraciones básicas para el Tomahawk: contra-superficie el misil (TASM); Tierra-Ataque Misil-Convencional (TLAM-C); y Tierra-Ataque Misil-Nuclear (TLAM-N). Cada versión es similar en aspecto y utiliza el mismo cuerpo y lanzador.

#### Misil antibuque Harpoon
Para la protección contra buques enemigos, Los clase de Iowa se equipan además con el sistema de misiles antibuque Harpoon RGM-84 instalados también en su modernización de los 80, contando con dos lanzadores de 4 misiles (uno a cada banda) que son capaces de hacer blanco a 140 km.

## Blindaje
Aparte de su potencia de fuego, la otra característica que define un acorazado es su blindaje. Los acorazados son generalmente blindados para soportar un ataque de las armas del mismo tamaño que porta, pero el diseño y la colocación exactos del blindaje atiende a factores ligados inextricablemente a la estabilidad y funcionamiento de la nave.
Los Iowas se beneficiaron de avances en la tecnología del acero que permitieron que la forja del acero en temperaturas y un tratamiento de calor más altos, que produjo un blindaje de más alta calidad, más fuerte y más elástico. El metal era un compuesto níquel-acero, clasificado como acero inoxidable, que puede doblarse fácilmente y resiste la corrosión. La mayoría de la armadura era manufacturada en Bethlehem, Pensilvania, y Filadelfia. La excepción era la galvanoplastia de la torreta, que fue forjada en una planta construida especialmente para los Iowas: la artillería de Charleston funciona en Charleston, Virginia Occidental 
La armadura de los acorazados de la Clase Iowa se puede dividir en la parte sobre la línea de flotación, que se diseña para proteger la nave contra el fuego y el bombardeo aéreo, y debajo de la línea de flotación, prevista para proteger el casco contra minas, bombas de tiro errado, y torpedos. 
La armadura de la Clase Iowa está esencialmente distribuida igual que en el acorazado anterior de la clase South Dakota. Ambos tienen una correa principal interna, un cambio con respecto a la clase anterior a ambos Noth Carolina que fue adoptada renuente porque era difícil de instalar y reparar.
Una correa externa que podría guardar de proyectiles de 1200 kg de 406 mm habría requerido una pendiente de la correa de 19° y una manga de demasiada longitud para el Canal de Panamá. La armadura subacuática incluye la protección lateral y un fondo triple, ambos sistemas de varias capas diseñados para absorber la energía de una explosión subacuática equivalente a 320 kg de trinitrotolueno se basaba en las conjeturas de la US Navy de los años 30 sobre las armas japonesas. 
Sin embargo, desconocido por la inteligencia naval de Estados Unidos, el torpedo de japonés del 610mm llevó una cabeza de 490 kg. La defensa antitorpedos de la Clase Iowa es virtualmente igual que el South Dakota. Cada lado de la nave es protegido por un tanque montado fuera del casco y cargado con el fueloil u otro lastre líquido, y un tanque interior vacío, todo a partir de la tercera cubierta desde el fondo de la nave. Los tanques líquidos se deben deformar y absorber el choque de la explosión y contener la mayoría de los cascotes de la estructura dañada. Se espera que el vacío interno contenga cualquier salida en los espacios interiores de la nave. La correa de la armadura se diseña para parar los fragmentos del torpedo que penetran el segundo tabique hermético; sin embargo, las pruebas en 1943 demostraron defectos estructurales en el sistema

## Aeronaves
La clase de Iowa utilizó varios tipos de aeronaves para el reconocimiento y para marcar sus disparos de artillería. La aeronave inicial fueron hidroaviones que lanzados mediante catapultas de vapor desde la nave, amerizaban al regresar de sus patrullas y eran izadas mediante grúas a la popa del buque, y devueltas de nuevo a la catapulta

### Kingfisher

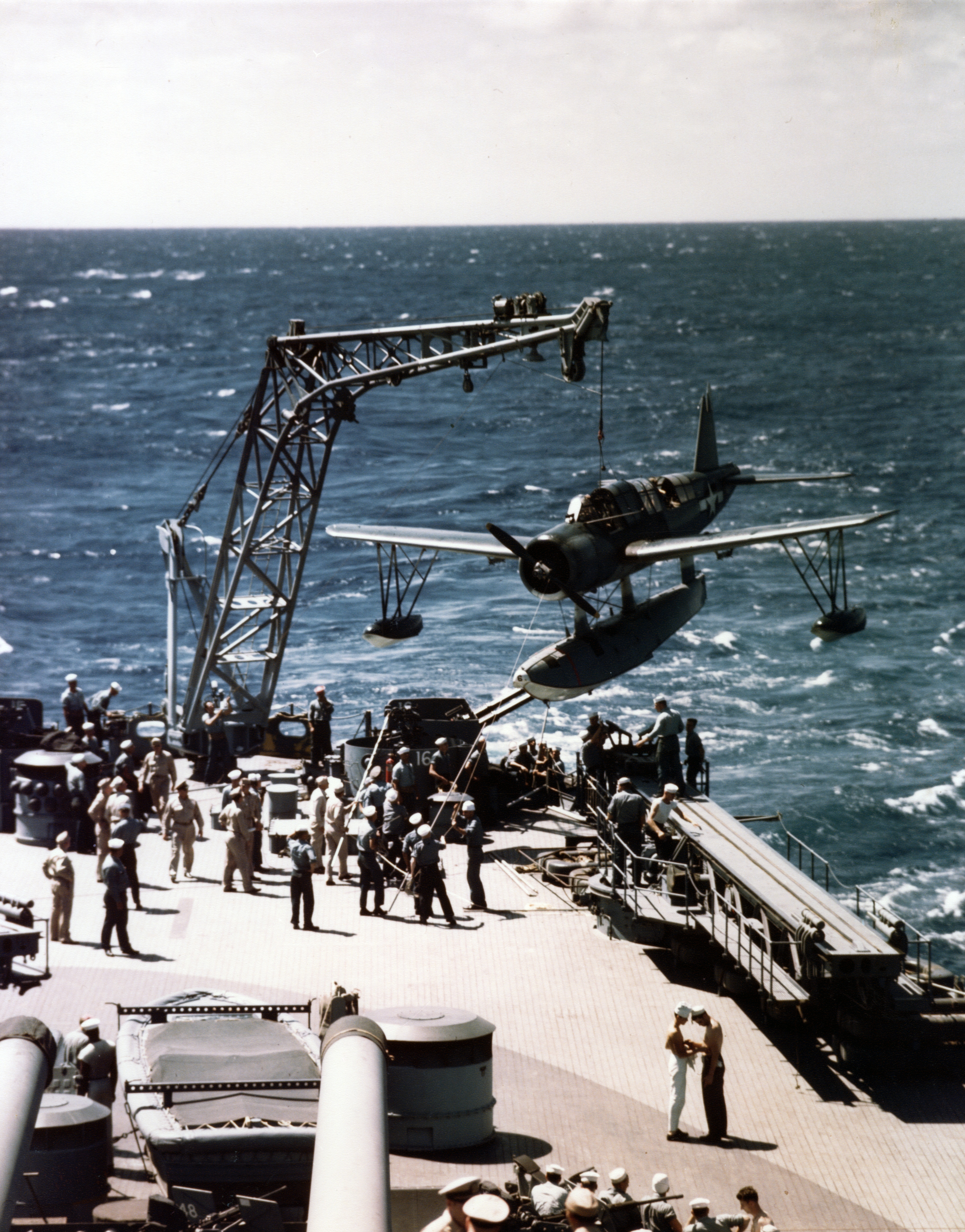
USS Missouri BB-63 recuperando un Vought OS2U Kingfisher durante su crucero de prueba en 1944. Nota: la catapulta situada tras el avión, era usada para lanzar el avión desde el acorazado.

Inicialmente, los Iowas llevaban el Vought OS2U Kingfisher, un avión biplaza ligeramente armado diseñado de 1937. Usualmente llevaban tres aparatos: dos montados sobre las catapultas y uno de repuesto en un acoplado cerca de las mismas. El alto techo operativo del Kingfisher hizo que estuviera bien adaptado para su misión primaria: observar la caída del tiro de las armas principales del acorazado y de las correcciones por radio para nuevos disparos al buque. Los hidroaviones también realizaban tareas de búsqueda y el rescate de los aviadores navales que hubieran sido derribados o se hubieran visto obligados a saltar en el océano.

### Seahawk
En junio de 1942, la oficina aeronáutica de la US Navy, solicitó ofertas de la industria para un nuevo hidroavión para substituir al Kingfisher y al Curtiss SO3C Seamew. Se requirió que el nuevo avión pudiera utilizar indistintamente tanto el tren de aterrizaje como los flotadores. Curtiss presentó un diseño el 1 de agosto, y recibió un contrato para dos prototipos y cinco aviones de servicio en pruebas el 25 de agosto, el primer vuelo de un prototipo XSC-1 ocurrió el 16 de febrero de 1944 en planta de la Curtiss en Ohio. El primer avión de serie fue entregado en octubre de 1944, y a principios de 1945 el hidroavión monoplaza Curtiss SC Seahawk, comenzó a sustituir al Kingfisher
.

### Helicópteros
Alrededor 1949, los helicópteros substituyeron a los hidroaviones en los acorazados de clase de Iowa. Usaban como zona de apontaje la parte superior de la torreta número 2 hasta que las catapultas y grúas fueron retiradas, permitiendo que las operaciones del helicópteros cambiaran de puesto a la popa. Las piezas de 406 mm de popa tienen prohibido disparar cuando un helicóptero está en la cubierta en popa. Los helicópteros agregaron un papel de la logística a los anteriores papeles de los hidroaviones de marcar para la artillería y búsqueda y rescate, pudiendo trasportar personal entre el buque y tierra. Como los hidroaviones antes que ellos, los helicópteros no tenían hangares, pero los Iowas tenía instalaciones de apoyo para cinco tipos de helicópteros: UH-1 Iroquois, SH-2 Seasprites, CH-46 Sea Knight, CH-53 Sea Stallion y el LAMPS III SH-60B Seahawk

### Mastiff
En 1975, las industrias electrónicas Tadiran introdujeron el vehículo aéreo de IMI Mastiff (UAV) en las fuerzas de la defensa de Israel (CA). El drone, diseñado para el uso en un papel del reconocimiento, probó su valor durante la guerra 1982 de Líbano, cuando el personal de la IDF (Israel Defese Force) utilizó los drones Mastiff para ayudar en la localización y destrucción de los puestos sirios de misiles tierra - aire
. El Mastiff atrajo a la atención de la Marina de guerra de Estados Unidos después de un ataque aéreo americano errado contra recursos de defensa aérea sirios en Líbano en diciembre de 1983. Durante la operación, portaaviones de Estados Unidos que funcionan de la costa de Líbano enviaron 28 aviones para bombardear blancos en el valle de Bekaa en venganza por el fuego antiaéreo dirigido en los vuelos de reconocimiento de F-14 que operaban desde los portaaviones. El blanco principal del bombardeo era una estación de radar siria, pero antes de que los aviones pudiera alcanzar el objetivo, dos aviones estadounidenses fueron derribados por las armas antiaéreas sirias.
En un análisis del incidente, de la secretaría de la marina de guerra. El secretario Jhon Lehman de la marina de guerra se determinó que el objetivo había estado dentro de la gama del acorazado New Jersey y de sus cañones de 406 mm, pero no hubo manera de que el acorazado apuntase exactamente los objetivos sin un observador aéreo para dirigir los proyectiles de la nave al blanco
. 
En parte debido al éxito israelí con los drones, la US Navy, hizo un pedido secreto de un sistema drone de Mastiff. Israel respondió prestando un drone a los Estados Unidos en 1984 Los drones pionner lanzados desde los Clase Iowa eran recuperados por una gran red

### Pioneer

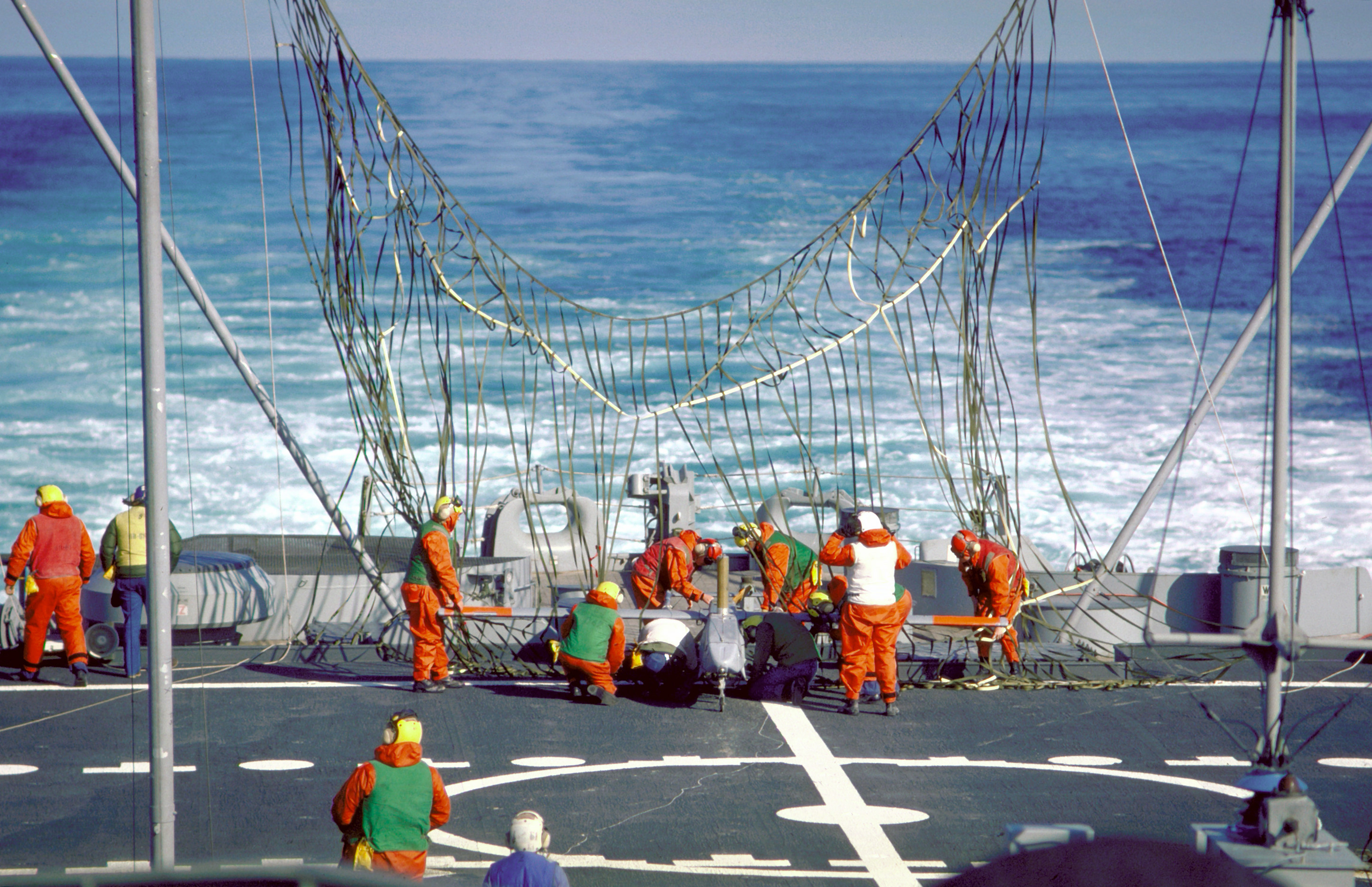
tripulación recuperando un RQ-2 Pioneer a bordo del Iowa

En 1985, la Marina de guerra de Estados Unidos, impresionada con éxitos israelíes con el vehículo aéreo IMI de Mastiff a comienzos de los años 80, comenzó a buscar UAVs para proporcionar imágenes para los observadores de tiro de las arma a bordo de los acorazados recientemente reactivados. 
El resultado de este esfuerzo era el pionner accionado por control remoto RQ-2, que hizo su primer despliegue en diciembre de 1986 a bordo del Iowa. Lanzado desde la popa, asistido por un cohete desechable poco después despegue, un pionner alcanzaba velocidades de hasta 140 km/h con una autonomía de cerca de cuatro horas. El pionero llevaba una cámara de vídeo en una vaina debajo del vientre del avión, que transmitía el vídeo en vivo de nuevo al buque de modo que los operadores pudieran observar las acciones enemigas o la caída del tiro de la artillería naval. 
Ante la dificultad de hacer aterrizar al pionner sin que sufriera daños o se los infligiese al buque, una gran red fue colocada para la recuperación. Cada acorazado podía llevar ocho pionners, designados como vehículos pilotados por control remoto (Remote Pilot Vehicle, RPVs). Los pionners se ganaron la atención internacional durante su uso durante en la guerra del Golfo de 1991, cuando se hizo un extenso uso de ellos desde el Missouri y el Wisconsin. El último se convirtió el primer buque al que se entregaron las fuerzas enemigas a uno de sus drones de observación controlados remotamente.

## Planta motriz

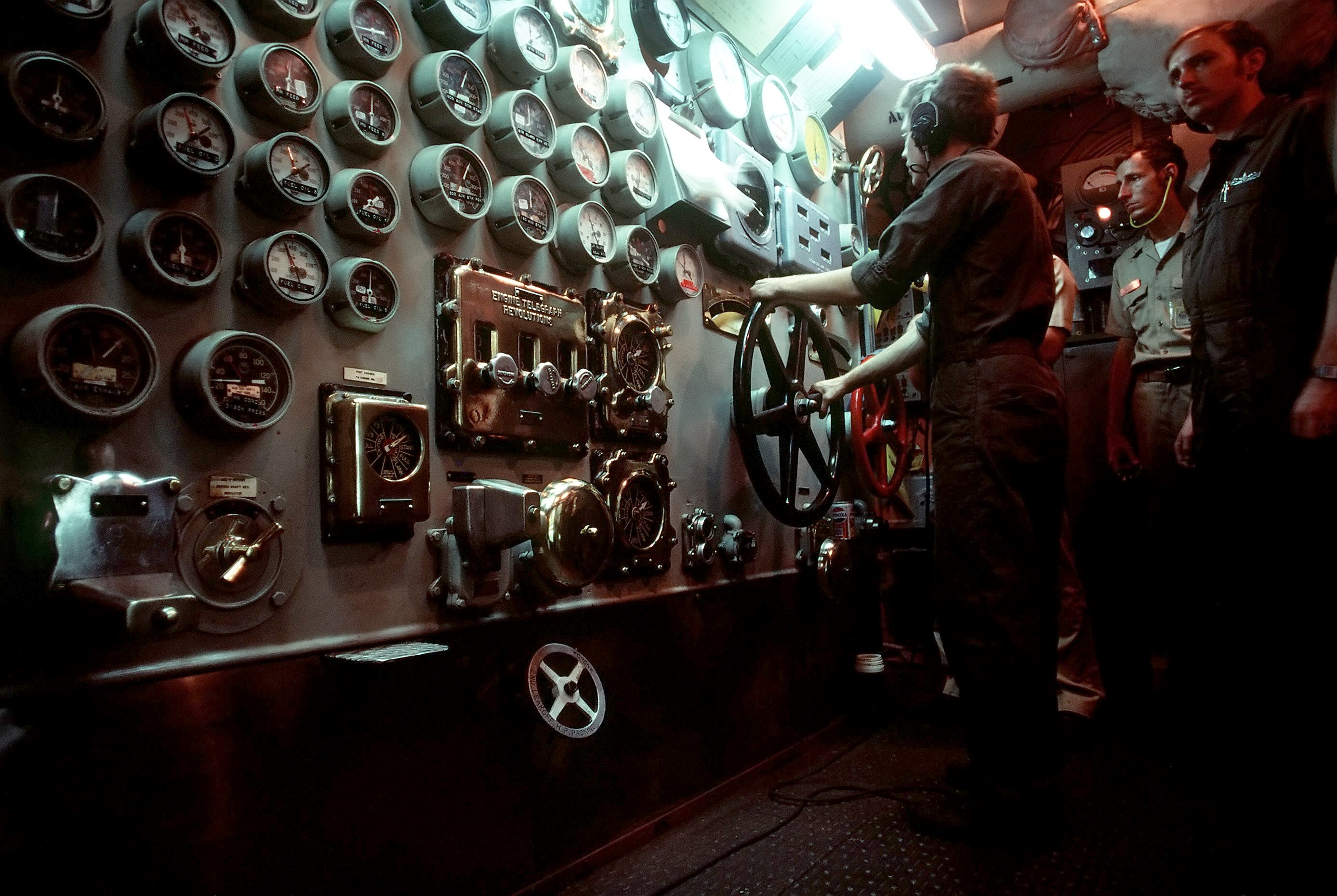
un tripulante operando en la sala principal de motores a bordo del New Jersey.

Los acorazados de la Clase Iowa son los acorazados más rápidos de todos los puestos en servicio, capaces de velocidades sostenidas de 33 nudos y puntualmente mayores. La planta motriz, consiste en cuatro turbinas de vapor de General Electric, cada una acoplada a un eje que hace girar una hélice. Las dos hélices externas en los clase de Iowa tienen cuatro palas y miden ø5,5 m. Las dos hélices interiores tienen cinco palas y miden ø5,3 m. Ocho Calderas de Babcock & Wilcox funcionan a 4136,85 kPa con una temperatura máxima de 468 °C
Los motores de doble expansión consisten en una turbina de alta presión (HP) y una turbina de baja presión (LP). El vapor primero se pasa a través de la turbina del HP que gira hasta 2100 RPM. El vapor, agotado en gran parte a este punto, entonces se pasa a través del conducto del a la turbina del LP. Para el momento en que alcance la turbina del LP, tiene no más 300 kPa de presión. La turbina del LP aumenta eficacia y energía extrayendo un poco más de la energía del vapor. Después de dejar la turbina del LP, el vapor de escape pasa en un condensador para volver a ser el agua de alimentación a las calderas. El agua perdida en el proceso es substituida por tres evaporadores, que pueden hacer un total de 60 000 galones/día (3 L/s de agua potable). Después de que las calderas hayan tenido su parte, el agua dulce restante alimenta a los sistemas de agua potable de la nave para beber, las duchas, el lavado de manos, cocinas, el etc. Todos los urinarios e inodoros de la clase Iowa funcionan con agua salada para conservar el agua dulce. Las turbinas, pueden girar a 2000 rpm; sus ejes conducen a través del engranaje de la reducción en el cual los ejes del propulsor giran a 225 rpm, dependiendo de la velocidad deseada.

### Electricidad

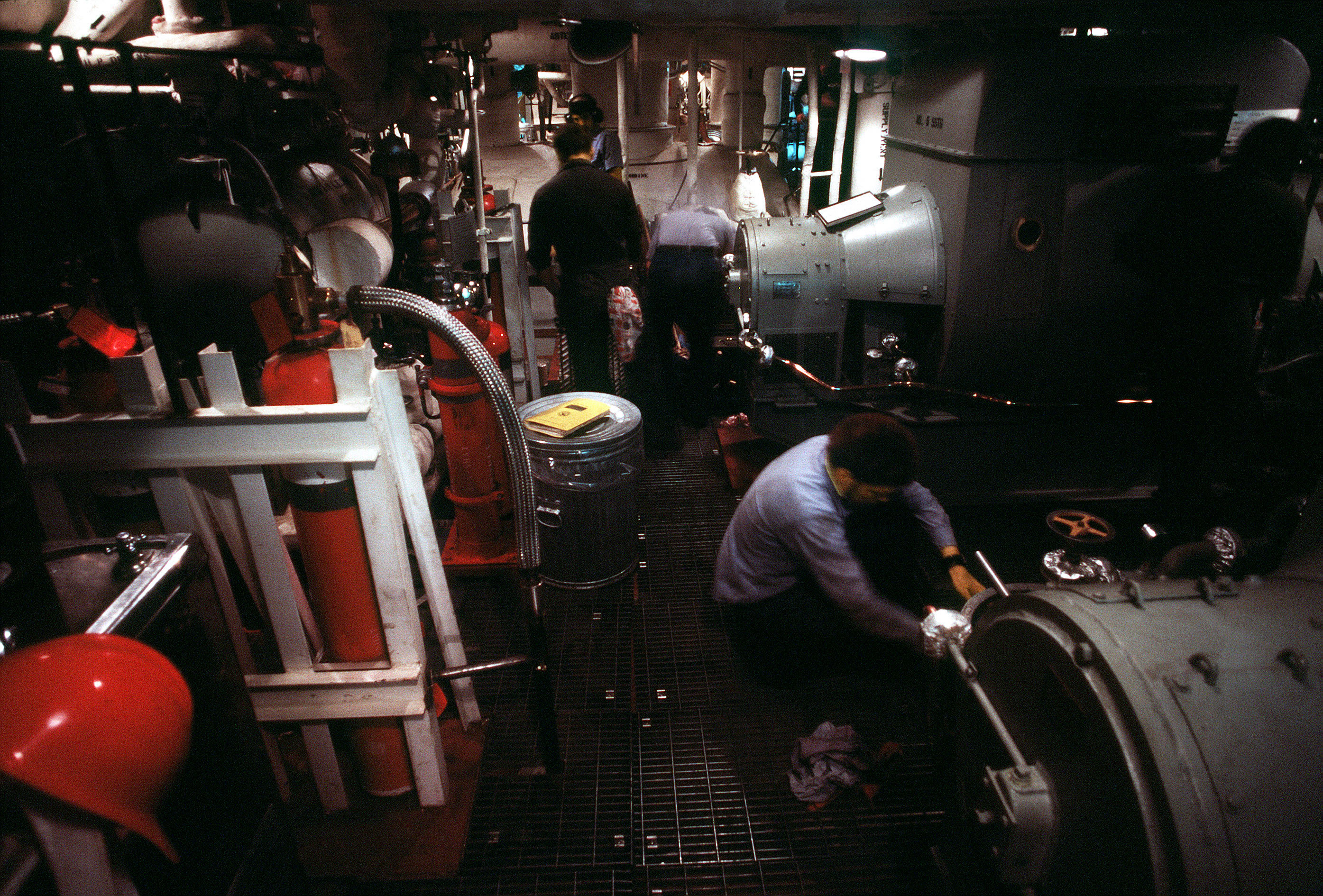
Tripulación manejando los generadores en el nivel superior de la sala de motores a bordo del New Jersey.

La electricidad mueve muchos sistemas a bordo de la nave, incluyendo el giro de las torretas y la elevación de las armas. Cada uno de los cuatro cuartos de motores tiene dos turbinas generadoras fabricadas por Westinghouse que dan servicio a la nave. Cada una de ellas produce 1,25 MW para una potencia total de 10 MW de electricidad. Los generadores son accionados por el vapor de las mismas calderas que alimentan los motores. Como reserva, la nave también tiene también dos generadores diésel de 250 kW. 
Para permitir que puenteando los circuitos eléctricos dañados en batalla sean reparados, las cubiertas más bajas de la nave tienen un sistema de energía de la muerte que cables y enchufes de pared llamados galletas se puedan utilizar para reencaminar energía.

## Radar y sistemas de guerra electrónica
Desde que el primer sistema comercial del radar fue instalado a bordo de los acorazados del acorazado USS Texas (BB-35), se ha utilizado el radar para el reconocimiento aéreo, vigilancia de superficie, y como parte del sistema de control de fuego para las armas del acorazado. Desde su modernización en los años 80, los cuatro acorazados de la clase de Iowa también han utilizado los sistemas de las contramedidas electrónicas para la defensa contra los misiles y el aviones enemigos.

### Radar

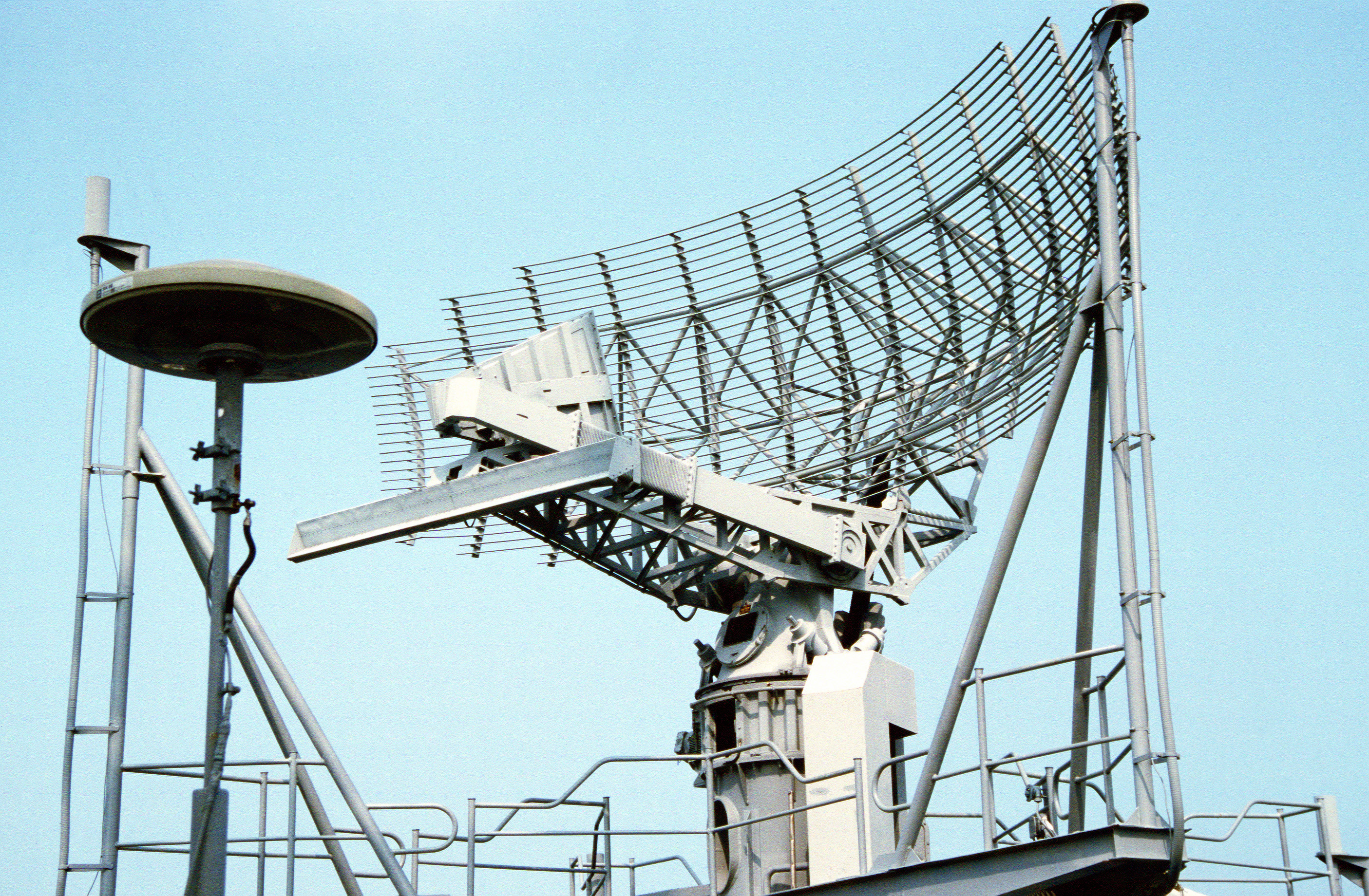
Un AN/SPS-49 radar de búsqueda aérea instalado en el.

Cada uno de los cuatro acorazados de la clase Iowa se equipa con el sistema de radar AN/SPS-49, de largo alcance, bidimensional, de búsqueda aérea.
el sistema del radar que proporciona la detección y la divulgación automáticas de blancos dentro de su volumen de la vigilancia. El AN/SPS-49 realiza centroiding exacto de la gama de la blanco, del acimut, de la amplitud, fondo del nivel del ECM, y velocidad radial con un factor asociado de la confianza para producir los datos del contacto para los sistemas del comando y de control. Además, la gama del contacto y la información del cojinete se proporciona para la exhibición en las consolas estándares del indicador de posición de plan El AN/SPS-49 utiliza una línea de mira, antena horizonte-estabilizada para proporcionar la adquisición de blancos a poca altura en todos los estados de mar, y también utiliza una característica del upspot para proporcionar la cobertura para las altas amenazas del salto en el alto modo del zambullidor. El control externo de los modos AN/SPS-49 y la operación el sistema del comando y de control, y procesando para identificar y para señalar contactos por medio de una bandera como alarmas especiales se proporcionan para la ayuda de la autodefensa. El AN/SPS-49 tiene varias características operacionales para permitir funcionamiento óptimo del radar: una capacidad automática de la detección de la blanco con el pulso mapas del proceso y del alboroto de Doppler, asegurando la detección confiable en tipos normales y severos de alboroto; una capacidad de las contra-contramedidas electrónicas para atorar ambientes; una capacidad móvil del indicador de la blanco para distinguir blancos móviles de blancos inmóviles y para mejorar la detección de la blanco durante la presencia del alboroto y del desperdicio; la mejora del PRF del medio (MPU) para aumentar capacidades de la detección y para reducir contactos falsos; y una característica coherente de la cancelación de Sidelobe (CSLC).

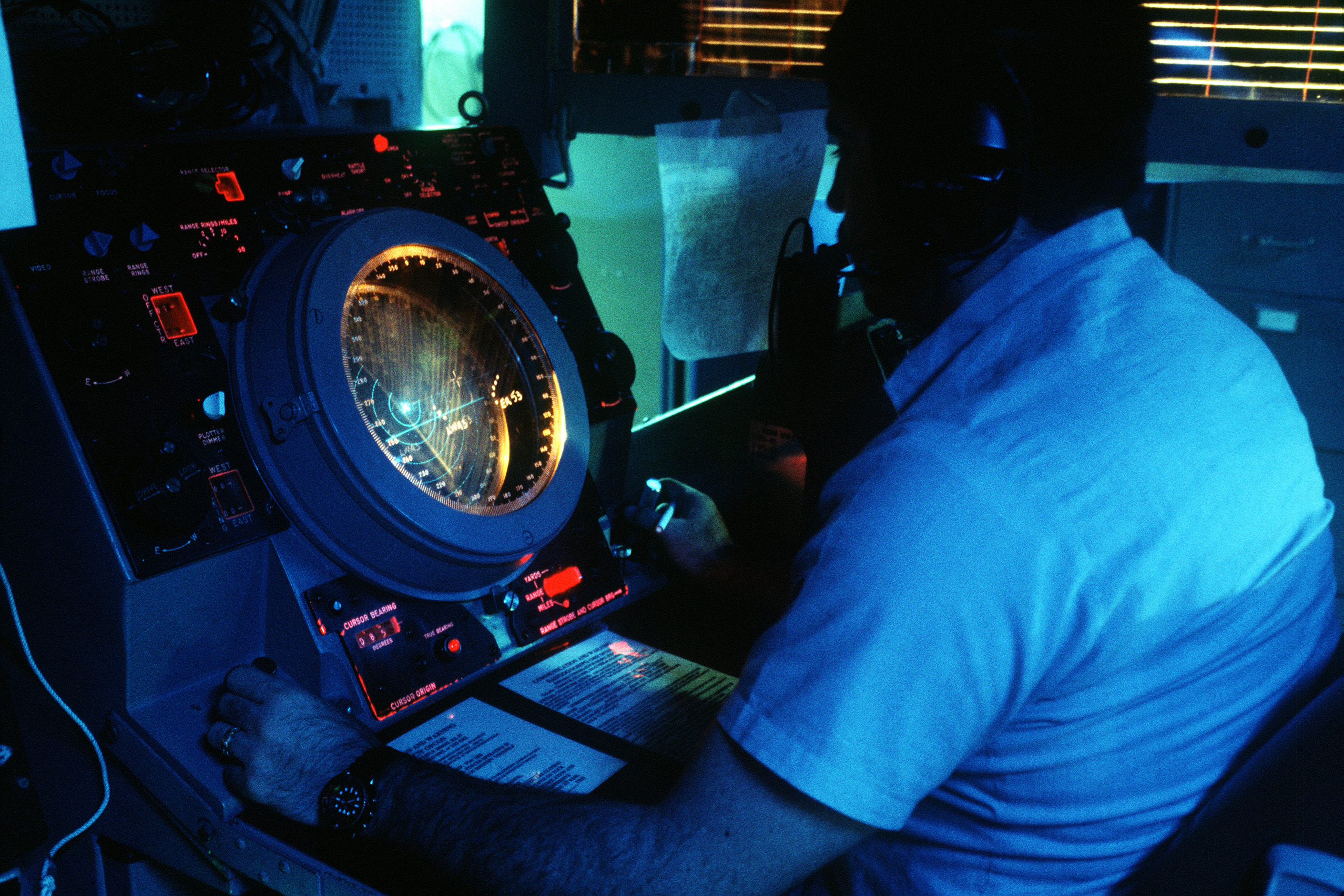
AN/SPS-67 operador de radar a bordo del USS Missouri.

Los acorazados de clase Iowa los también se equipa del radar AN/SPS-67 determinado, uno de corto alcance, de dos dimensiones, el sistema del radar de surface-search/navigation que proporciona la superficie altamente exacta y la detección limitada del bajo-aviador y las capacidades seguir. El AN/SPS-67 es un reemplazo de estado sólido para el radar AN/SPS-10, usando una antena más confiable e incorporando la tecnología electrónica estándar del módulo para una reparación y un mantenimiento más simples. El AN/SPS-67 proporciona funcionamiento excelente en alboroto de la lluvia y del mar, y es útil en la navegación del puerto, puesto que el AN/SPS-67 es capaz de detectar las boyas y las obstrucciones pequeñas sin dificultad. 
El radar AN/SPS-67(V)1 es (acimut y gama) un radar pulsado de dos dimensiones fijado diseñado sobre todo para las operaciones superficiales con una capacidad secundaria del contra-enviar-misil y de la detección baja del aviador. El sistema del radar funciona en los 5450 a la gama 5825 MHz, usando un magnetrón coaxial como el tubo de la salida del transmisor. El transmisor/receptor es capaz de la operación en un largo (1 ms), el medio (0.25 ms), o el modo corto del pulso 0.1 ms realzar el funcionamiento del radar para las situaciones operacionales o tácticas específicas. Las frecuencias de repetición de pulso (PRF) de 750.1200, y las 2400 pulseas/secoo se utilizan para los modos largos, medios, y cortos del pulso, respectivamente.

### Guerra electrónica
En 1967 Egipto hundió el destructor israelí INS Eilat (K-40) con un misil soviético SS-N-2 STYX, incitando al jefe de las operaciones navales (CNO) considerar el crear una familia de artefactos de guerra electrónica para substituir y/o para complementar existir y planeó los sensores de la vigilancia de la nave en los años 70 tempranos, una sensación creciente cuando un análisis de los sistemas existentes AN/WLR-1 y AN/ULQ-6 instalados en la mayoría de las naves se determinó que ninguno de los dos sistemas podría contradecir Contra-Envi'an el misil de la travesía (ASCM) en hora de prevenir un golpe. Además, las armas no eran eficaces porque había poca detección temprana de un ataque debido a las características de ASCMs. La guerra electrónica que resultaba era SLQ-32 la guerra electrónica Suite|AN/SLQ-32(V), que debuta en 1979 y era capaz de la detección temprana de los emisores del sistema de arma de la amenaza y de los emisores asociados a apuntar plataformas, información de la amenaza a propia nave duro-mata a las armas, el dispensar automático del desperdicio (trampas del countermeasure)|chaff del radar, y del ataque electrónico (EA) para alterar trayectoria específica y genérica de ASCM. Este sistema, específicamente la variante SLQ-32(V)3, fue colocada a los acorazados de la clase de Iowa en los años 80 para la defensa contra los misiles antibuque enemigos. Contradecir la amenaza se presentó en submarinos enemigos que la clase de Iowa también fue equipada con el AN/SLQ-25 Nixie, trampa remolcada del torpedo usada en los EE. UU. y buques de guerra aliados. Consiste en un dispositivo remolcado de la trampa, y un generador de señal del shipboard. La trampa emite señales de dibujar un torpedo lejos de su blanco prevista. El Nixie procura derrotar el sonar pasivo de un torpedo emitiendo ruido simulado de la nave, tal como propulsor y ruido del motor, que es más atractivo que la nave a los sensores del torpedo. El sonar activo es decoyed amplificando y volviendo silbidos de bala del torpedo, presentando una blanco falsa más grande al torpedo. Durante su modernización en los años 80 cada uno de los acorazados de la Clase Iowa fue equipado con el sistema rápido Offboard de la flotación de SRBOC|Mark 36 de la marca 36 (SRBOC), permitiendo al Iowas llevar y disparar basura (los cohetes de contramedidas) que, cuando está lanzado de sus tubos, trampas del misil del lanzamiento o señuelos. Los decoys/lures son pensados para actuar como protector antimísil proporcionando las blancos falsas para un misil enemigo para atacar. 
Durante la guerra 1991 del Golfo, el desperdicio fue culpado por un incidente amistoso del fuego entre la fragata USS Jarrett (FFG-33) de la clase de Oliver Hazard Perry y el acorazado USS Missouri (BB-63): durante un ataque de misiles iraquí el Missouri disparó una bengala para confundir al misil, sin embargo un montaje CIWS phalanx en el Jarrett disparó accidentalmente contra la bengala lanzada por el Missouri. Los proyectiles del Jarret impactaron en el Missouri, causando una lesión de menor importancia a una tripulante del acorazado; sin que se produjeran lesiones o daños serias resultaron del ataque

## Potencial reactivación
Después de la Segunda Guerra Mundial, los Estados Unidos mantuvieron los cuatro acorazados de la Clase Iowa en las flotas de la reserva de la U.S. Navy y en varias ocasiones reactivó estos acorazados para apoyo de artillería de fuego naval. La Marina de guerra de Estados Unidos ha sostenido sus acorazados largo tiempo después. El costo y la llegada de la aviación y de las municiones dirigidas de precisión condujo a otras naciones a enviar al desguace sus flotas de acorazados. El congreso de Estados Unidos es en gran parte responsable de esto. 
Los legisladores discuten que las armas del gran calibre de los acorazados tienen una energía destructiva militar útil al carecer de estas armas los más pequeños, más baratos y más rápidos cruceros y destructores de Estados Unidos. La Marina de guerra, que ve los acorazados como demasiado costosos, está trabajando para persuadir al Congreso de que le permita retirar a los Iowa y Wisconsin del Registro naval desarrollando municiones dirigidas de alcance extendido y una nueva nave capaz de satisfacer los requisitos de la US Navy y del Cuerpo de Marines para apoyo de artillería y bombardeo de costa.
El plan de la US Navy para extender el alcance de las armas de 127 mm en los destructores y de los misiles dirigidos de los destructores de clase Arleigh Burke (USS Arleigh Burke (DDG-51) a USS Ross (DDG-71)) con las municiones dirigidas de alcance extendido que permitirían a las naves disparar proyectiles de precisión dirigidos a cerca de 40 km de él. Este programa fue iniciado en 1996 con un coste preliminar de los EE. UU. $78,6 millones; desde entonces, el coste del programa ha aumentado el 400%. Los resultados del programa han sido decepcionantes, con la fecha operacional prevista original a partir la 2001 a 2011. Se esperan que estas armas no satisfagan los requisitos del cuerpo de marina en cuanto a alcance. 
El resultado del último esfuerzo por diseñar y construir una nave como reemplazo para los dos acorazados es el destructor de la Clase Zumwalt, también conocido como el DD (X) o el DDG-1000 (en referencia al número del casco de Zumwalt). El DD (X) debe montar un par de torretas avanzadas del sistema del arma (AGS) capaces de disparar los proyectiles especialmente diseñados para ataque a costa de largo alcance a unas 60 millas tierra adentro. 
La US Navy espera que el suficiente número de destructores DD (X) estén listos para ayudar a rellenar el hueco dejado por los acorazados antes de 2018 como fecha más temprana. 
DDG Zumwalt 1000 está siendo desarrollado por la US Navy para servir como espina dorsal de la flota de superficie del futuro proporcionando una amplia gama de capacidades que son vitales a apoyar la guerra global contra el terrorismo y operaciones de combate importantes. 
Las capacidades de lucha multimisión de Zumwalt se diseñaron para contrarrestar no solamente las amenazas de hoy, sino también las posibles amenazas durante la próxima década. El 17 de marzo de 2006 la secretaría de estado de la US Navy dio de baja a los Iowa y Wisconsin del Registro naval, despejado de esta manera el que ambas naves sean donadas para su uso como barco museo. La Marina de guerra de Estados Unidos tienen de este modo la garantía de que los acorazados no serán usados en ninguna guerra futura, dando así su atención al desarrollo y la construcción del destructor Zumwalt, la próxima generación de los destructores de misiles guiados.
Este movimiento ha dibujado el fuego de una variedad de fuentes familiares con el tema; entre ellas están los miembros disidentes de los cuerpos de marina de Estados Unidos, que se sienten que los acorazados siguen siendo una solución viable a la ayuda del fuego naval, los miembros del congreso de Estados Unidos que sigue habiendo profundamente en cuestión sobre la pérdida de ayuda superficial naval del fuego que los acorazados proporcionaron, y el número de grupos independientes tales como la asociación naval de la ayuda del fuego de los Estados Unidos (USNFSA) que filas incluyen con frecuencia a miembros anteriores del servicio y de los ventiladores armados de los acorazados.
Aunque diferencian las discusiones presentadas de cada grupo, todas convienen que la Marina de guerra de Estados Unidos no tiene en la buena fe consideraba el potencial de los acorazados reactivados para el uso en el campo, una posición que sea apoyada por un informe 1999 de la oficina de la responsabilidad del gobierno con respecto al programa de ayuda del fuego de las Marinas de guerra de Estados Unidos. En respuesta, la Marina de guerra ha señalado al coste de reactivar los dos acorazados de la clase de Iowa a su capacidad desarmada.
Los costes de las estimaciones de la Marina de guerra en el exceso de $500 millones sino éste no incluyen $110 millones adicional necesitados para llenar la pólvora para las armas de 406 mm porque un examen reciente encontró el polvo para ser inseguro. En términos de horario, la gerencia del programa de la Marina de guerra estima que la reactivación tomaría 20 a 40 meses, dados la pérdida de memoria corporativa y de la base industrial del astillero. En resumen, tratan al comité que la Marina de guerra ha renunciado la capacidad de la ayuda del fuego de la gama larga del acorazado, ha dado poco la causa para el optimismo con respecto a objetivos de desarrollo a corto plazo de la reunión, y aparece poco realista en planear apoyar la guerra expedicionaria en el término mediados de. El comité visión la estrategia de las Marinas de guerra para proporcionar la ayuda superficial naval del fuego como alto riesgo, y continuará supervisando progreso por consiguiente del programa de ayuda superficial naval del fuego de las Marinas de guerra de Estados Unidos en el acto de la autorización de la defensa nacional de 2007 
La reactivación de los acorazados requeriría una amplia gama de las mejoras de la modernización del acorazado, según la oficina de gerencia del programa de la US Navy. En un mínimo, estas mejoras de modernización incluyen comando y control, las comunicaciones, computadoras, y equipo de la inteligencia; protección del medio ambiente (incluyendo sustancias que agotan el ozono); alteraciones de las aguas residuales; alteraciones de la seguridad y mujer en la mar; de protección contraincendios; un equipo de sensores modernizados (radar de la búsqueda aérea y de superficie); y nuevos sistemas del combate y de autodefensa. 
La oficina de gerencia del programa de la US Navy también identificó otras cuestiones que desalentarían la idea de reactivar y de modernizar los acorazados. Por ejemplo, el personal necesario para hace funcionar los acorazados sería excesivo, y las cualificaciones necesarias pueden no estar disponibles. Otras ediciones incluyen la edad y la falta de fiabilidad de los sistemas de la propulsión de los acorazados y del hecho de que la Marina de guerra no mantiene la capacidad para fabricar los componentes y sistemas de la artillería de 406 mm. 
Aunque la Marina de guerra cree firmemente en las capacidades del programa del destructor DD (X), los miembros del congreso de Estados Unidos siguen siendo escépticos sobre la eficacia de los nuevos destructores cuando se comparan con los acorazados. Parcialmente por consiguiente la cámara de representantes de los EE. UU. ha solicitado que los acorazados sean mantenidos un estado de la preparación óptimo por si se necesitaran de nuevo
El congreso ha solicitado que se tomen las siguientes para asegurarse de que, si es necesario, los Iowa y Wisconsin puedan volver al servicio activo: 
- Los Iowa y Wisconsin no deben ser alterados de ninguna manera que deteriore su utilidad militar.
- Los acorazados se deben preservar en sus actuales condiciones con el uso continuado de la protección catódica, los sistemas de la deshumidificación, y de cualquier otro método de la preservación según lo necesario.
- Las partes de repuesto y el equipo único tal como los tubos y los proyectiles del arma de 406 mm han de ser preservados en números adecuados para mantener a los Iowa y Wisconsin, si fueran reactivados.
- La US Navy debe preparar los planes para la reactivación rápida de los Iowa y Wisconsin por si se devolvieran a la US Navy en el caso de una emergencia nacional.

Estas cuatro condiciones reflejan las tres condiciones originales que el acto de autorización de defensa de la nación presentó en 1996 para el mantenimiento del Iowa y del Wisconsin mientras estaban en la flota de reserva. Es difícil que estas condiciones impidan el plan actual de convertir en buques museo al Iowa y al Wisconsin.

## Cultura popular
Los acorazados clase Iowa han aparecido frecuentemente en la cultura popular norteamericana. El Iowa era la pieza central del libro A Glimpse of Hell: The Explosion on the U. S. S. Iowa & Its Cover-Up, que versa sobre los acontecimientos que rodearon la explosión 1989 de su torreta número 2. En 2001 el libro fue llevado al cine en una película protagonizada por James Caan y dirigida por Michael Salomon. El Missouri apareció también en 1977 en la película sobre el general Douglas MacArthur protagonizada por Gregory Peck; en 1983 en la miniserie de televisión The Winds of War, protagonizada por Ralph Bellamy y Robert Mitchum; y en el vídeo de la cantante Cher "If I Could Turn Back Time". 
La película de 1992 Alerta máxima (Under Siege), protagonizada por Steven Seagal, también fue localizada a bordo del Missouri, aunque en realidad se rodó a bordo del acorazado museo flotante USS Alabama (BB-60), ya que en esos momentos el USS Missouri estaba en el Golfo pérsico. 
El Wisconsin protagonizó las noticias durante la guerra del Golfo de 1991, cuando fue la primera nave en recibir la rendición de las tropas enemigas en la tierra cuando su drone pioneer registró a soldados iraquíes que agitaban banderas blancas después de ser atacados por la artillería del Missouri.
En la película de 2012 Battleship, el USS Missouri aparece como uno de los barcos que se enfrentan a los invasores extraterrestres.